# Bataille de la Trent
La bataille de la Trent prend place en 679 près du fleuve Trent, en Angleterre. Elle oppose les troupes merciennes d'Æthelred aux troupes northumbriennes d'Ecgfrith. Grâce à leur victoire, les Merciens mettent fin à l'hégémonie de la Northumbrie sur le Nord de l'Angleterre.

## Contexte
Au VIIe siècle, le nord de l'Angleterre est partagé entre le royaume de Mercie et le royaume de Northumbrie. Ces deux royaumes, les plus puissants des sept royaumes anglo-saxons qui contrôlent l'Angleterre se livrent une guerre permanente pour obtenir la soumission de l'adversaire. Ainsi, au cours du siècle, la Northumbrie, sous le règne d'Oswiu, est parvenue à scinder le royaume de Mercie en deux, à la suite de sa victoire sur Penda à la bataille de la Winwæd. Alors qu'il confie la partie méridionale au fils de Penda, Peada, la partie nord du royaume passe sous le contrôle direct de la Northumbrie. Bientôt, Peada est assassiné et la Mercie est réunifiée sous la domination northumbrienne. Cependant, cette domination étrangère est mal acceptée et, en 658, une révolte de la noblesse mercienne rend son indépendance au royaume, à la tête duquel est placé Wulfhere, fils de Penda (et donc frère de Peada). Celui-ci parvient à rendre sa puissance à la Mercie mais il est défait, en 674, par Ecgfrith, fils d'Oswiu et nouveau roi de Northumbrie, qui le contraint à céder les terres de Lindsey. 
Ainsi, quand Æthelred accède au trône de Mercie, un an plus tard, la situation est plutôt favorable à la Northumbrie. Toutefois, il parvient rapidement à étendre son influence au sud pour se consacrer alors à réduire la menace northumbrienne aux frontières nord de la Mercie. C'est dans ce contexte de lutte contre la puissance du royaume de Northumbrie que s'inscrit la bataille de la Trent.

## La bataille
Selon l'Histoire ecclésiastique du peuple anglais, chronique écrite par Bède le Vénérable au VIIIe siècle, les deux armées se rencontrent sur les berges du fleuve Treanta dans l'actuelle Angleterre. Le moine ne s'attache pas à relater la tenue des combats ; cependant, il en rapporte deux évènements marquants. 
Tout d'abord, il détaille la mort d'Ælfwine, frère d'Ecgfrith mais aussi beau-frère d'Æthelred, roi de Mercie. En effet, celui a épousé la fille d'Oswiu, Osthryth, et il est donc lié au jeune prince. Selon Bède, l'annonce de la mort d'Ælfwin est la source d'une grande tristesse parce que le jeune homme de 18 ans était apprécié dans les deux royaumes. Cet évènement dramatique a, certainement, servi à précipiter la paix entre les deux peuples, même si ce décès attisa d'abord les haines.

## Conséquences
À la suite de cette défaite, le royaume de Northumbrie est affaibli et son avancée vers le sud et la Mercie est arrêtée. La puissance de la Northumbrie est définitivement atteinte quelques années plus tard, lorsque les Pictes défont l'armée d'Ecgfrith à la bataille de Nechtansmere (685).
Aussi, après cette bataille, les relations entre les deux royaumes rivaux s'améliorent, grâce à l'effort conjoint de l'archevêque de Cantorbéry Théodore de Tarse, et d'Osthryth, princesse de Northumbrie et épouse du roi de Mercie. En effet, les deux protagonistes ne tolèrent plus les rivalités permanentes. À ce titre, le décès d'Ælfwine a pu jouer un rôle majeur dans l'apaisement des tensions ; ainsi, le chroniqueur affirme qu'à la fin des combats « personne ne fut mis à mort, mais seule l'amende usuelle fut payée au roi vengeur » ce qui peut apparaître comme une tentative de pacification des relations entre les deux royaumes. Enfin, Bède conclut en indiquant que « cette paix subsista longtemps après entre ces rois et leurs royaumes ».